# Слово для захисту
«Слово для захисту» (рос. «Слово для защиты») — радянський художній фільм 1976 року, знятий на кіностудії «Мосфільм».

## Сюжет
Валентина Костіна звинувачується в замаху на вбивство свого коханця Федяєва. Вона визнала свою провину, але її адвокат Ірина Межнікова намагається знайти обставини, що виправдають її підзахисну. Поступово Ірина з'ясовує подробиці нещасної історії Валі. Вона практично отримувала свого коханця, відмовляла собі у всьому, віддано і щиро любила його. Він же відповів їй чорною невдячністю. Уражена в саме серце Валя вирішує накласти на себе руки і вбити його, але обидва залишаються живі. Тепер Валентині загрожує в'язниця. Ірина розуміє, що її підзахисна — лише жертва обставин, що винен в цій історії її коханець Федяєв. Вона намагається переконати Валю, що Федяєв — порожній, нікчемний чоловік і Валя марно витрачала на нього своє життя. Переконати їй Валентину в цьому не вдається, але її гаряча промова на захист обвинуваченої рятує її від в'язниці. Валентина звільнена, але не рада цьому. А Ірина раптом розуміє, що на тлі відданого кохання Валентини її любов до свого нареченого Руслана була несправжньою.

## У ролях
- Галина Яцкіна —  Ірина Межнікова, адвокат
- Марина Нейолова —  Валентина Костіна, обвинувачена
- Олег Янковський —  Руслан Шеверньов, наречений Ірини
- Станіслав Любшин —  Віталій Федяєв, співмешканець Костіної
- Віктор Шульгін —  Петро Костянтинович, батько Ірини
- Олена Кебал —  Світлана  (озвучує  Наталія Гурзо)
- Анатолій Грачов —  прокурор
- Едуард Ізотов —  Аркадій Степанович
- Валентина Березуцька —  Кузнецова, начальниця Костіної
- Василь Купріянов —  Савушкін, свідок
- Ніна Агапова —  кравчиня
- Світлана Коновалова —  Ангеліна Єгорівна, мати Руслана
- Борис Кордунов —  Андрій Миколайович, батько Руслана
- Олександр Бородянський —  Саша
- Юлія Цоглин —  Катя Соколова
- Олександр Воєводін —  Апухтін
- Ігор Костолевський —  Курпенін
- Валентина Хмара —  Валя
- Тетяна Бурдовіцина —  однокласниця
- Олексій Алексєєв —  суддя
- Василь Бадаєв —  судовий засідатель
- Олеся Іванова —  судовий засідатель
- Вадим Захарченко —  адвокат
- Петро Крилов —  Ілля Юхимович, адвокат
- Тамара Логінова —  Ольга Іларіонівна, адвокат
- Віктор Маркін —  адвокат
- Микола Волков —  актор у виставі
- Ольга Яковлєва —  акторка
- Антоніна Кончакова —  міліціонер
- Олена Вольська —  епізод
- Анатолій Заболоцький —  епізод

## Знімальна група
- Автор сценарію:  Олександр Міндадзе
- Режисер:  Вадим Абдрашитов
- Оператор:  Анатолій Заболоцький
- Художник:  Іполит Новодерьожкин
- Композитор:  Володимир Мартинов
- Директор: Аркадій Ашкіназі